# Pingguo
Pingguo (em chinês: 平果市; pinyin: Píngguǒ  Shì; zhuang: Bingzgoj Si)  é uma condado da Baise, localidade situada ao noroeste da Região Autónoma Zhuang de Quancim, na República Popular da China. Ocupa uma área total de 2.485 Km². Segundo dados de 2010, Pingguo possuí 470 800 habitantes, 90,62% das pessoas que pertencem ao grupo étnico Zhuang.